# Copa del Generalísimo 1962/63
Die Copa del Generalísimo 1962/63 war die 59. Austragung des spanischen nationalen Fußballpokals Copa del Rey. Die wechselnde Benennung des Pokals spiegelt hierbei den Verlauf der spanischen Geschichte wider.
Der Wettbewerb startete am 25. November 1962 und endete mit dem Finale am 23. Juni 1963 im Camp Nou (Barcelona). Titelverteidiger des Pokalwettbewerbs war Real Madrid. Den Titel gewann der FC Barcelona durch einen 3:1-Erfolg im Finale gegen Real Saragossa.

## Erste Runde
Die Hinspiele wurden am 25. November, die Rückspiele am 2. Dezember 1962 ausgetragen.
|                   | Gesamt |                      | Hinspiel | Rückspiel |
| ----------------- | ------ | -------------------- | -------- | --------- |
| FC Cádiz          | 3:3    | RCD Español          | 3:1      | 0:2       |
| CD Constancia     | 3:3    | Sevilla Atlético     | 2:1      | 1:2       |
| Hércules Alicante | 2:0    | Celta Vigo           | 1:0      | 1:0       |
| Recreativo Huelva | 1:1    | Real Gijón           | 1:0      | 0:1       |
| SD Indautxu       | 1:5    | CD Eldense           | 1:0      | 0:5       |
| Real Jaén         | 4:3    | CD Baskonia          | 2:0      | 2:3       |
| UP Langreo        | 1:4    | UD Las Palmas        | 1:1      | 0:3       |
| Levante UD        | 4:4    | Burgos CF            | 3:1      | 1:3       |
| Melilla CF        | 3:4    | CD Alavés            | 2:0      | 1:4       |
| Real Murcia       | 3:1    | CD Ourense           | 1:0      | 2:1       |
| AD Plus Ultra     | 2:3    | Real Sociedad        | 1:0      | 1:3       |
| FC Pontevedra     | 2:3    | CD Mestalla          | 1:1      | 1:2       |
| CE Sabadell       | 0:6    | FC Granada           | 0:3      | 0:3       |
| UD Salamanca      | 4:4    | CD San Fernando      | 4:0      | 0:4       |
| Real Santander    | 1:3    | CD Cartagena         | 0:2      | 1:1       |
| CD Teneriffa      | 3:1    | CD Atlético Baleares | 3:0      | 0:1       |

### Entscheidungsspiele
|                   | Ergebnis |                  |
| ----------------- | -------- | ---------------- |
| FC Cádiz          | 1 2:1 1  | RCD Español      |
| CD Constancia     | 1 0:0 2  | Sevilla Atlético |
| CD Constancia     | 1 1:2 3  | Sevilla Atlético |
| Recreativo Huelva | 1 0:2 4  | Real Gijón       |
| Levante UD        | 1 1:0 5  | Burgos CF        |
| UD Salamanca      | 1 1:1 6  | CD San Fernando  |
| UD Salamanca      | 1 1:2 7  | CD San Fernando  |

## Runde der letzten 32
Die Hinspiele wurden am 27. und 28. April, die Rückspiele am 4. und 5. Mai 1963 ausgetragen.
|                     | Gesamt |                 | Hinspiel | Rückspiel |
| ------------------- | ------ | --------------- | -------- | --------- |
| CD Alavés           | 1:2    | CD Málaga       | 1:0      | 0:2       |
| CF Barcelona        | 3:2    | Real Murcia     | 3:1      | 0:1       |
| FC Cádiz            | 2:5    | FC Córdoba      | 1:2      | 1:3       |
| CD Cartagena        | 4:4    | FC Elche        | 2:2      | 2:2       |
| Deportivo La Coruña | 1:1    | Levante UD      | 0:0      | 1:1       |
| Real Gijón          | 3:3    | Real Valladolid | 2:1      | 1:2       |
| FC Granada          | 0:6    | Real Madrid     | 0:3      | 0:3       |
| Hércules Alicante   | 2:7    | Atlético Madrid | 2:3      | 0:4       |
| UD Las Palmas       | 1:5    | Betis Sevilla   | 0:1      | 1:4       |
| CD Mestalla         | 8:2    | RCD Mallorca    | 3:2      | 5:0       |
| Real Sociedad       | 1:4    | Real Oviedo     | 0:3      | 1:1       |
| FC Sevilla          | 3:0    | Real Jaén       | 2:0      | 1:0       |
| Sevilla Atlético    | 2:7    | Atlético Bilbao | 0:3      | 2:4       |
| CD Teneriffa        | 5:4    | CA Osasuna      | 4:2      | 1:2       |
| FC Valencia         | 8:2    | CD Eldense      | 8:1      | 0:1       |
| Real Saragossa      | 8:2    | CD San Fernando | 4:1      | 4:1       |

### Entscheidungsspiele
|                     | Ergebnis |                 |
| ------------------- | -------- | --------------- |
| CD Cartagena        | 10:1 10  | FC Elche        |
| Deportivo La Coruña | 11:3 20  | Levante UD      |
| Real Gijón          | 11:2 30  | Real Valladolid |

## Achtelfinale
Die Hinspiele wurden am 11. und 12. Mai, die Rückspiele am 18. und 19. Mai 1963 ausgetragen.
|                 | Gesamt |                | Hinspiel | Rückspiel |
| --------------- | ------ | -------------- | -------- | --------- |
| Atlético Bilbao | 1:1    | Real Saragossa | 1:0      | 0:1       |
| Atlético Madrid | 3:0    | FC Córdoba     | 2:0      | 1:0       |
| Betis Sevilla   | 3:2    | FC Sevilla     | 2:1      | 1:1       |
| FC Elche        | 5:5    | CF Barcelona   | 4:1      | 1:4       |
| Levante UD      | 2:7    | Real Madrid    | 1:4      | 1:3       |
| Real Oviedo     | 2:4    | CD Málaga      | 1:1      | 1:3       |
| CD Teneriffa    | 2:3    | FC Valencia    | 1:0      | 1:3       |
| Real Valladolid | 4:2    | CD Mestalla    | 4:1      | 0:1       |

### Entscheidungsspiele
Die Spiele wurden am 21. Mai 1963 in Valencia bzw. in Madrid ausgetragen.
|                 | Ergebnis |                |
| --------------- | -------- | -------------- |
| Atlético Bilbao | 2:3      | Real Saragossa |
| FC Elche        | 1:2      | CF Barcelona   |

## Viertelfinale
Die Hinspiele wurden am 25. und 26. Mai, die Rückspiele am 1. und 2. Juni 1963 ausgetragen.
|                 | Gesamt |                | Hinspiel | Rückspiel |
| --------------- | ------ | -------------- | -------- | --------- |
| Atlético Madrid | 1:2    | Real Saragossa | 1:0      | 0:2       |
| Betis Sevilla   | 3:3    | Real Madrid    | 1:0      | 2:3       |
| FC Valencia     | 5:1    | CD Málaga      | 5:1      | 0:0       |
| Real Valladolid | 3:5    | CF Barcelona   | 2:1      | 1:4       |

### Entscheidungsspiele
Das Spiel wurde am 5. Juni 1963 in Valencia ausgetragen.
|               | Ergebnis |             |
| ------------- | -------- | ----------- |
| Betis Sevilla | 0:2      | Real Madrid |

## Halbfinale
Die Hinspiele wurden am 8. und 9. Juni, die Rückspiele am 15. und 16. Juni 1963 ausgetragen.
|                | Gesamt |              | Hinspiel | Rückspiel |
| -------------- | ------ | ------------ | -------- | --------- |
| FC Valencia    | 3:3    | CF Barcelona | 2:2      | 1:1       |
| Real Saragossa | 4:3    | Real Madrid  | 4:0      | 0:3       |

### Entscheidungsspiele
Das Spiel wurde am 18. Juni 1963 in Madrid ausgetragen.
|             | Ergebnis |              |
| ----------- | -------- | ------------ |
| FC Valencia | 0:1      | CF Barcelona |

## Finale
| CF Barcelona                            | CF Barcelona | Real Saragossa | Real Saragossa |
| --------------------------------------- | --- | --- | -------------- |
| CF Barcelona                            | \| 23. Juni 1963 in Barcelona (Camp Nou) \| \| Ergebnis: 3:1 (2:0) \| \| Zuschauer: 90.000 \| \| Schiedsrichter: José Luis López Zaballa \|                                                                | \| 23. Juni 1963 in Barcelona (Camp Nou) \| \| Ergebnis: 3:1 (2:0) \| \| Zuschauer: 90.000 \| \| Schiedsrichter: José Luis López Zaballa \|                                                      | Real Saragossa |
| CF Barcelona                            | José Manuel Pesudo – Rodrí, Ferran Olivella, Sígfrid Gràcia – Jesús Garay, Joan Segarra – Pedro Zaballa, Sándor Kocsis, Martín Vergés, José Antonio Zaldúa, Jesús María Pereda Cheftrainer: Josep Gonzalvo | Enrique Yarza – Joaquín Cortizo, Francisco Santamaría, Juan Zubiaurre – Santiago Isasi, Pepín – Marcelino, Juan Manuel Villa, Joaquín Murillo, Sigi, Carlos Lapetra Cheftrainer: César Rodríguez | Real Saragossa |
| CF Barcelona                            | 1:0 Jesús María Pereda (9.) 2:0 Sándor Kocsis (18.) 3:0 José Antonio Zaldúa (59.) | 3:1 José Antonio Zaldúa (61.) | Real Saragossa |
| 23. Juni 1963 in Barcelona (Camp Nou)   | | |                |
| Ergebnis: 3:1 (2:0)                     | | |                |
| Zuschauer: 90.000                       | | |                |
| Schiedsrichter: José Luis López Zaballa | | |                |